# Asutifi

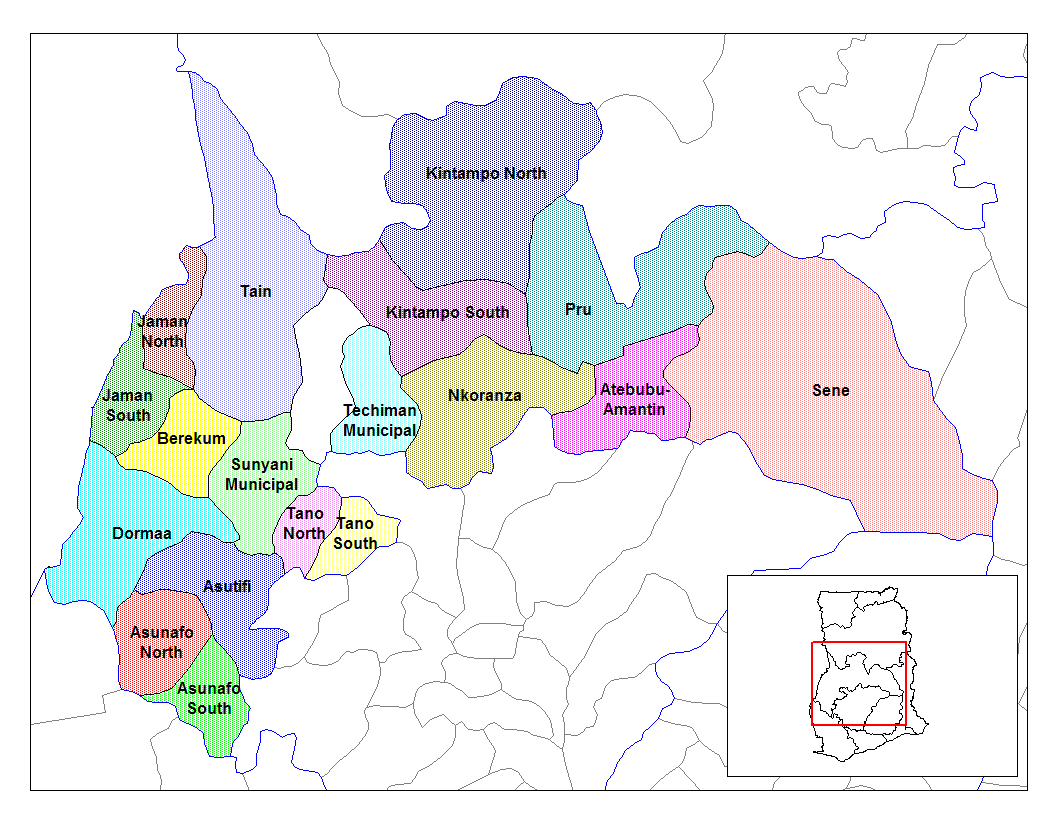
Mapa da região Brong Ahafo; Asutifi encontra-se no sul, de cor violeta

Asutifi é um distrito da região Brong-Ahafo, no Gana.